# 小椋ケンイチ
小椋 ケンイチ（おぐら けんいち、1968年9月6日 - ）は、長野県飯田市出身の美容師、タレント。愛称はおぐねー。身長178cm。

## 来歴
愛知高等学校、帝京大学文学部心理学科卒業。大学在学中からダブルスクールで美容学校の通信教育を受け、美容師免許を取得。1993年、渡辺サブロオ主宰のヘアメイクスクール「SASHU W・3260 STUDIO」にて学ぶ。1995年、オフィスオグラ設立。1997年、NEVER LAND設立。
2002年、グラビアアイドルのヘアメイクの仕事で野田義治（芸能事務所・イエローキャブの当時の社長）と知り合い、事務所の所属タレントとなり、テレビ番組に出演するようになる。2004年12月に事務所から独立。2013年4月、生まれ故郷である長野県飯田市の産業親善大使に就任。

## 出演
- ミセスマートTV・NEO　メインＭＣ (テレビ埼玉・岐阜放送・テレビ和歌山、土曜日10時～)
- にじいろジーン 「にじいろミラクルチェンジ」 （フジテレビ、関西テレビ制作）
- 今日感テレビ 月1回 「おぐねーの出張メイクレッスン」 （RKB毎日放送、2010年 - 2013年）
- すっぴん! 月曜 「おぐねー★キレイの秘密」 （NHKラジオ第1放送）
- くちコミ☆ジョニー! （日本テレビ、2007年10月1日 - 2008年3月27日）
- 痛快!エブリデイ 火曜 「ニュースバラエティ 朝からおネエでどこが悪いのよ!」 （関西テレビ）
- 魔女たちの22時 （日本テレビ、2009年4月21日 - 2011年3月22日）

## 著書
- おぐねーのナチュラル変身メイクBOOK （河出書房新社 2013/6/25） ISBN 978-4309274164